# Метауро
Мета́уро (устар. Метавр, Метаро; итал. Metauro, лат. Metaurus) — река в Средней Италии, протекающая через провинцию Пезаро-э-Урбино в регионе Марке. Впадает в Адриатическое море.
Длина реки — 110 км. Площадь водосборного бассейна — 1399 км².
Метауро начинается в Тоскано-Эмилианских Апеннинах от слияния рек Мета и Ауро около Борго-Паче. До слияния с Кандильяно течёт в основном на восток, затем — на северо-восток, впадая в Адриатическое море юго-восточнее города Фано.
Крупнейший приток — Кадильяно, впадает справа в среднем течении выше Фоссомброне.
Низовье Метауро известно по поражению и смерти Гасдрубала в 207 году до н. э., что стало переломным моментом Второй Пунической войны.